# Пикк-Ялг (улица)
Пикк-Ялг, также Пикк-ялг (эст. Pikk jalg — «Длинная нога», Большой Вышгородский подъём (рус. Большой Вышгородскій подъемъ, нем. Langer Domberg) — улица в историческом районе Старый город Таллина, ведёт от площади Лосси к башне Пикк-Ялг, за которой переходит в улицу Пикк. Проходит под холмом Тоомпеа и является границей Вышгорода, связывает верхнюю, рыцарско-дворянскую часть города с нижней, купеческо-бюргерской. Протяжённость — 291 метр.

## Название
Впервые упоминается 1342 году как longus mons (эст. pikk mägi — «длинная гора»). В 1372 году именовалась langer bergh, в 1489 году — Langer Domberg (эст. Pikk Toomimägi — длинная гора Томаса). В дореволюционной России улица называлась Большой Вышгородскій подъемъ.
До 8 июля 1966 года официальное название писалось как Pikkjalg.

## История
До прокладки улицы Тоомпеа Люхике-Ялг и Пикк-Ялг были единственными улицами, соединявшими Нижний город и Вышгород. Возведённая в середине XV века на стыке Пикк-Ялг и Люхике-Ялг в верхней их части надвратная башня запиралась со стороны Нижнего города и служила защитой для бюргеров, живших в нижнем городе, от произвола рыцарства и дворян Вышгорода.
Из-за названия двух улиц разной длины — Люхике-Ялг (короткая нога) и Пикк-Ялг (длинная нога) — Таллин иногда называют «хромым городом».

## Застройка
На улице находятся обе сохранившиеся в Таллине надвратные башни — Люхике-Ялг на пересечении с одноимённой улицей и Пикк-Ялг в начале улицы.
Улица имеет историческую застройку.:
- Pikk jalg 2 — ворота Пикк-Ялг;
- Pikk jalg 5 — 5-этажное офисно-жилое здание с торговыми площадями, построено в 1940 году;
- Pikk jalg 3 / Rataskaevu 6 — 6-этажный офисно-жилой дом (1930 год);
- Pikk jalg 7 — 3-этажный жилой дом (1917 год);
- Pikk jalg 9 — одноэтажное торговое здание (1800 год);
- Pikk jalg 14 / Kohtu tn 4 — 3-этажное административное здание (1940 год);
- Pikk jalg 16 — одноэтажное здание, кафе-ресторан «Pikajala».